# Sport-Club Germania Hamburg
O Sport-Club Germania Hamburg, muitas vezes chamado de SC Germania 1887, foi um clube esportivo de Hamburgo, no norte da Alemanha. Foi criado em 29 de setembro de 1887 por meio da fusão dos clubes de atletismo Hohenfelder Sportclub e Wandsbek-Marienthaler Sportclub, ambos fundados em 1884. O Germania foi seis vezes vencedor do Campeonato de futebol de Hamburgo e, em 1900, foi membro fundador da Federação Alemã de Futebol. O Germania se fundiu em 2 de junho de 1919 com o Hamburger SV von 1888, campeão do norte da Alemanha naquele ano, para fundar o atual Hamburger SV.
Hans Nobiling, um jogador do Germania, emigrou no final do século XIX para o Brasil, onde, em 1899, foi fundamental na fundação de dois dos quatro clubes de futebol mais antigos do país, o Sport Club Internacional (São Paulo), que em 1938 se tornou parte do São Paulo, e o Sport Club Germânia de São Paulo, que hoje, como Esporte Clube Pinheiros, é considerado um dos maiores clubes de esportes gerais do hemisfério sul. O Internacional e o Germânia venceram um total de quatro Campeonatos Paulistas na modalidade do futebol.

## História

### Primeiros anos

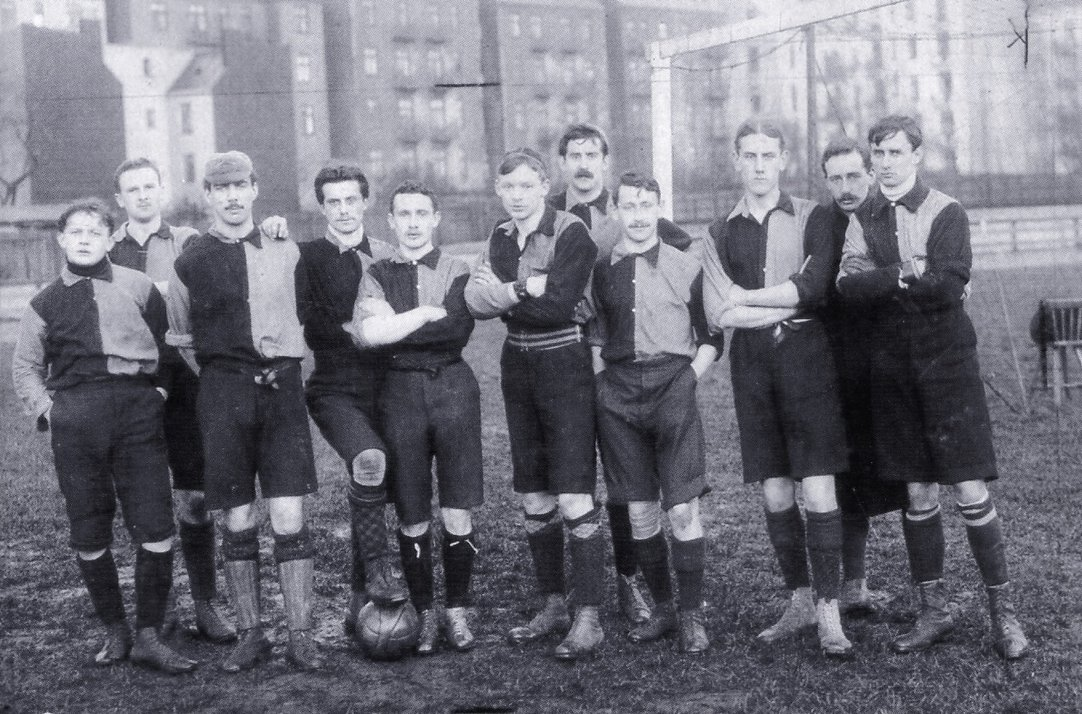
SC Germania ca. 1904

No início, o recém-formado SC Germania permaneceu focado no atletismo e, segundo consta, alcançou alguma notoriedade. Em 1891, depois que vários ingleses expatriados se juntaram ao clube, o Germania incorporou o esporte cada vez mais em voga, o futebol, às suas atividades. Logo o Germania estava em condições de ter dois times. O primeiro campo naquela época foi um prado alugado de um fazendeiro em Wandsbek, nos arredores da cidade. Um surto de cólera em Hamburgo em 1892, que causou cerca de 8.000 mortes, levou a uma paralisação temporária das atividades.
Em 20 de outubro de 1894, foi fundada a Hamburg-Altonaer Fußball-Bund, a "Associação de Futebol de Hamburgo e Altona" - Altona era uma cidade prussiana, imediatamente a oeste de Hamburgo, que, assim como Wandsbek, seria incorporada a Hamburgo em 1937 - e foi a terceira associação de futebol alemã fora da capital imperial Berlim, depois da efêmera Süd-Westdeutsche Fußball-Union, do sudoeste alemão. O time do SC Germania, dominado por estrangeiros, principalmente britânicos, garantiu em 1896 e 1897 os dois primeiros campeonatos da associação - invicto em ambas as ocasiões. Naquele período, o Heiligengeistfeld e o Exerzierweide em Altona, este último também foi o local da primeira final do campeonato nacional alemão em 1903, foram usados como campos de jogo.
O SC Germania, assim como o Hamburger FC 1888, estava entre os 86 clubes que fundaram, em 28 de janeiro de 1900, a associação nacional de futebol alemã Deutscher Fussball Bund. Ambos, como todos os clubes, da associação Hamburgo-Altona e Bremen, foram representados na assembleia em Leipzig por Walter Sommermeier.
Seguiram-se mais três títulos de campeonato em 1901, 1902 e 1904. O campeonato de 1904 levou a uma participação nos play-offs para o segundo campeonato nacional. Na primeira rodada, o Germania derrotou o Hannover 96 por 11 a 1; no entanto, na segunda rodada, a semifinal, o Germania perdeu em casa por 1 a 3 para o TuFC Britannia Berlin.
Em 1903, o Rennbahn Mühlenkamp, um campo de corrida de arreios, tornou-se a nova casa do Germania, o primeiro local fechado para jogos de futebol na cidade. Em 1907, o Forsthof, em Wandsbek, teve de substituí-lo, pois o hipódromo estava sendo construído.

### Últimos anos, declínio e fusão
As associações do norte da Alemanha se uniram para formar a Associação de Futebol do Norte da Alemanha, a Norddeutscher Fußball-Verband, em 1905. Nesse período, muitos jogadores deixaram a Germania, que logo entrou em declínio e acabou sendo rebaixada em 1912. Após a eclosão da Primeira Guerra Mundial, o Germania, assim como todos os outros clubes, teve uma escassez de jogadores e, para poder formar equipes, firmou associações temporárias com o SV Uhlenhorst-Hertha e o SC Concordia.
Após o fim da guerra, o clube não conseguiu recuperar sua sorte e se fundiu em 2 de junho de 1919 com o Hamburger SV von 1888, campeão do norte da Alemanha naquele ano, para formar o atual Hamburger SV, seis vezes campeão alemão e vencedor da Taça dos Clubes Campeões Europeus de 1982–83. O Hamburger SV tem 1887 como seu ano oficial de fundação. As cores do clube eram o vermelho e o branco hanseático, em homenagem à cidade de Hamburgo, com o azul e o preto do mais antigo dos clubes fundadores, o Germania, sendo usados no distintivo da equipe. É por meio do Germania que o HSV pode reivindicar o título de clube de futebol alemão mais antigo.

## Influência no Brasil

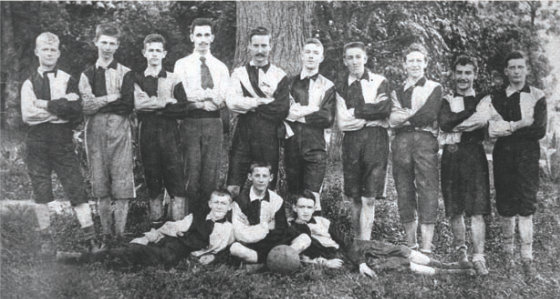
SC Germania de São Paulo com Hans Nobiling usando uma gravata. Os kits são idênticos aos do Germania Hamburg

Também no Brasil, a Germânia, embora indiretamente, teve um impacto. Hans Nobiling, um ex-jogador, emigrou em 1897 para São Paulo, no Brasil. Logo ele fundou um time de futebol, que se transformou em 19 de agosto de 1899 no SC Internacional de São Paulo, o terceiro clube de futebol mais antigo do Brasil. O Internacional venceu os Campeonatos Paulistas em 1907 e 1928. Em 1938, após uma fusão com o Antarctica FC para fundar Clube Atlético Paulista e que logo depois passou a fazer parte do São Paulo FC, que se tornou um dos clubes de futebol mais bem-sucedidos do mundo. Também em 1899, no dia 7 de setembro, Nobiling fundou o SC Germânia de São Paulo, que participou da primeira partida oficial de futebol da história do Brasil e venceu os Campeonatos Paulistas de 1906 e 1915. Posteriormente, o Germânia foi renomeado para EC Pinheiros, muitas vezes considerado o maior clube esportivo do hemisfério sul, e é o clube cujos membros conquistaram o maior número de medalhas olímpicas para o Brasil.
Hermann Friese foi outro atleta da Germânia. Ele ganhou um título nacional de atletismo e emigrou para o Brasil alguns anos depois de Nobiling. Lá, ele se juntou ao Germânia e foi considerado o melhor jogador de futebol de sua época e um dos principais árbitros de seu tempo. Ele também representou o Brasil em uma competição internacional de atletismo.

## Títulos
- Campeonato de Hamburgo-Altona
  - 1896, 1897, 1901, 1902, 1904